# Lomographa juta
Lomographa juta är en fjärilsart som beskrevs av Louis Beethoven Prout 1926. Lomographa juta ingår i släktet Lomographa och familjen mätare. Inga underarter finns listade i Catalogue of Life.